# Johnny Däpp
Johnny Däpp (auch Johnny Däpp (Ich will Mallorca zurück)) ist ein Partyschlager von Lorenz Büffel aus dem Jahr 2016, der vier Jahre später als erster Partyschlager mit Platin ausgezeichnet wurde. Musik und Text kommen von Dominik de Leon sowie Matthias Distel, die das Stück auch produziert haben. Es wird auch als „humorvolle Hommage“ an den Schauspieler Johnny Depp verstanden.

## Musikvideo
Das Video beginnt mit der Ansicht von Wellen, die am Strand auslaufen, und zeigt dann ein am Strand schlafendes Paar – darunter den Sänger. Mit Einsatz des Liedes ist der Sänger zu sehen, wie er so im Sand eingegraben ist, dass nur sein Kopf mit Hut und Sonnenbrille zu sehen ist. Diese Sequenz dauert nur kurz, sodass er anschließend in verschiedenen Situationen gezeigt wird – so unter feiernden Menschen, am Strand oder im Pool. Dazwischen sind Sequenzen geschnitten, die beispielsweise ins Wasser laufende junge Frauen zeigen, einen anzugtragenden Mann, der sich im Büro das Musikvideo anschaut und später seine Kollegen zum Mitfeiern animiert, oder Impressionen der Insel Mallorca. Als der Refrain einsetzt, wird eine große Menge feiernder Menschen gezeigt. Nach etwa dreieinhalb Minuten wird das Lied unterbrochen und eine Dreiergruppe gezeigt, die sich über das Lied unterhält. Dabei äußert sich Mitautor und Schlagersänger Ikke Hüftgold kritisch über die Qualität des Stücks, während Kollegin Mia Julia die körperlichen Vorzüge von Lorenz Büffel betont. Die Büroszenen wurden in Linden bei Gießen gedreht. Bis August 2023 verzeichnete das Video über 50 Millionen Aufrufe auf YouTube.

## Rezeption

### Charts und Chartplatzierungen
Am 24. Februar 2017 stieg Johnny Däpp auf Platz 83 in die deutschen Singlecharts ein und erreichte in der Folgewoche mit Rang 28 seine höchste Notierung. In der dritten Woche fiel das Lied auf Position 91 und dann ganz aus den Charts, bis es etwa ein Jahr später am 26. Februar 2018 einen einmaligen Wiedereinstieg auf Platz 72 verzeichnen konnte. In den Ö3 Austria Top 40 erreichte das Lied Rang 47 und in der Schweizer Hitparade Position 85.
| ChartsChartplatzierungen | Höchstplatzierung | Wochen |
| ------------------------ | ----------------- | ------ |
| Deutschland (GfK)        | 28 (4 Wo.)        | 4      |
| Österreich (Ö3)          | 47 (2 Wo.)        | 2      |
| Schweiz (IFPI)           | 85 (1 Wo.)        | 1      |

### Auszeichnungen für Musikverkäufe
Im Jahr 2020 wurde das Lied in Deutschland mit einer Platin-Schallplatte für 400.000 verkaufte Einheiten ausgezeichnet und gehört damit zu den meistverkauften deutschsprachigen Schlagern des Landes. Damit gilt Lorenz Büffel als der erste Partysänger, der für einen Mallorca-Hit eine Platin-Auszeichnung erhalten hat.
| Land/Region        | Auszeichnungen für Musikverkäufe (Land/Region, Auszeichnung, Verkäufe) | Verkäufe |
| ------------------ | ---------------------------------------------------------------------- | -------- |
| Deutschland (BVMI) | Platin                                                                 | 400.000  |
| Insgesamt          | 1× Platin ·                                                            | 400.000  |

## Trivia
Im Jahr 2017 hat das österreichische DJ-Team Harris & Ford einen Remix erstellt. In der ab März 2018 laufenden Staffel 11 der Live-Tanzshow Let’s Dance war das Lied in Woche 8 Teil des Discofox-Medleys. Im August 2018 erschien mit „Good N8 vs Famoe – Like Jonny Däpp“ eine internationale Version des Stücks von Famoe. Ein Jahr später veröffentlichte die südoststeiermärkische Cover-Band Die Draufgänger ihre Interpretation, an der sich Lorenz Büffel als „Johnny Deere“ beteiligte. Im Rahmen der Promotion des Stücks kam es 2018 am Rande eines Hollywood Vampires Konzert zu einem Treffen von Büffel, Hüftgold und Depp. 2023 veröffentlichte Heino eine Coverversion auf seinem Album Lieder meiner Heimat.